# Bernard IV

Herb hrabiów Comminges

Bernard IV (zm. 22 lutego 1225) – hrabia Comminges w latach 1181–1225. Przeciwnik krucjat przeciw katarom, ekskomunikowany za sprzyjanie im. W połowie stycznia 1213 na zjeździe w Lavaur oskarżony przez katolickich prałatów o sprzymierzenie się z katarami. Jednak już 15 stycznia dzięki wsparciu króla Aragońskiego Piotra II i jego wstawiennictwu u papieża Innocentego III restytułowany na swoim hrabstwie. Wobec odwołania tej decyzji przez papieża 21 maja 1213 wspomagał zbrojnie Piotra II przeciw wojskom Szymona z Montfort w bitwie pod Muret 12 września 1213.